# 名細村
名細村（なぐわしむら）は、埼玉県入間郡に存在した村である。

## 地理
- 現在の川越市北西部。当村の東の境を入間川、真中あたりを小畔川が流れる。
- 現在の鶴ヶ島市との境に鶴ヶ島駅がある。また、東洋大学工学部（川越キャンパス）がある所も旧・名細村の中である。

### 隣接していた自治体
- 川越市
- 霞ヶ関村
- 山田村
- 鶴ヶ島村
- 三芳野村

## 歴史
村名は、この地域・三芳野を賞賛した柿本人麻呂の古歌「名細き稲見の海の沖津浪　千重に隠りぬ山跡島根は」に由来し、このうち三芳野の枕詞「名細」を採った。

### 沿革
- 1889年（明治22年）4月1日 - 町村制施行により、鯨井村、上戸村、小堤村、下小坂村、平塚村、平塚新田、吉田村、天沼新田、下広谷村の9か村が合併、高麗郡名細村が成立。
- 1896年（明治29年）4月1日 - 高麗郡が入間郡に編入、入間郡名細村となる。
- 1916年（大正5年）10月27日 - 東上鉄道（現・東武東上本線）が坂戸町駅（現・坂戸駅）まで開通、当村内を通過。当時は当村内に駅は開設されず。
- 1932年（昭和7年）4月10日 - 鶴ヶ島村（現在の鶴ヶ島市）との境あたりに鶴ヶ島駅を設置。
- 1951年（昭和26年） - 旧陸軍坂戸飛行場跡地（鶴ヶ島村大字大塚野新田・大字五味ヶ谷・勝呂村大字戸宮のそれぞれの一部を編入）に大字竹野が成立し、10大字となる。
  - 名細村大字下広谷の一部は鶴ヶ島村に編入。
- 1952年（昭和27年） - 鶴ヶ島村の大字上広谷・大字藤金のそれぞれ一部を編入。
- 1955年（昭和30年）
  - 3月24日 - 埼玉県名細村米軍機墜落事故
  - 4月1日 - 川越市に編入され、消滅。

### 村域の変遷
| 1868年 以前 | 1868年 以前       | 1889年 (明治22) 4月1日 | 1896年 (明治29) 3月29日 | 1896年 (明治29) 3月29日 | 1951年 (昭和26) | 1952年 (昭和27) | 1955年 (昭和30) 4月1日 | 現在     |
| ----------- | ----------------- | ---------------------- | ----------------------- | ----------------------- | --------------- | --------------- | ---------------------- | -------- |
|             | 下広谷村          | 高麗郡 名細村          | 入間郡 に移行           | 名細村                  | 鶴ヶ島村        | 鶴ヶ島村        | 鶴ヶ島村               | 鶴ヶ島市 |
|             | 下広谷村          | 高麗郡 名細村          | 入間郡 に移行           | 名細村                  | 名細村          | 名細村          | 川越市 に編入          | 川越市   |
|             | 小堤村            | 高麗郡 名細村          | 入間郡 に移行           | 名細村                  | 名細村          | 名細村          | 川越市 に編入          | 川越市   |
|             | 鯨井村            | 高麗郡 名細村          | 入間郡 に移行           | 名細村                  | 名細村          | 名細村          | 川越市 に編入          | 川越市   |
|             | 上戸村            | 高麗郡 名細村          | 入間郡 に移行           | 名細村                  | 名細村          | 名細村          | 川越市 に編入          | 川越市   |
|             | 下小坂村          | 高麗郡 名細村          | 入間郡 に移行           | 名細村                  | 名細村          | 名細村          | 川越市 に編入          | 川越市   |
|             | 平塚村            | 高麗郡 名細村          | 入間郡 に移行           | 名細村                  | 名細村          | 名細村          | 川越市 に編入          | 川越市   |
|             | 平塚新田          | 高麗郡 名細村          | 入間郡 に移行           | 名細村                  | 名細村          | 名細村          | 川越市 に編入          | 川越市   |
|             | 吉田村            | 高麗郡 名細村          | 入間郡 に移行           | 名細村                  | 名細村          | 名細村          | 川越市 に編入          | 川越市   |
|             | 天沼新田          | 高麗郡 名細村          | 入間郡 に移行           | 名細村                  | 名細村          | 名細村          | 川越市 に編入          | 川越市   |
|             | 戸宮村 の一部     | 入間郡 勝呂村          | 勝呂村                  | 勝呂村                  | 名細村 に編入   | 名細村          | 川越市 に編入          | 川越市   |
|             | 大塚野新田 の一部 | 高麗郡 鶴ヶ島村        | 入間郡 に移行           | 鶴ヶ島村                | 名細村 に編入   | 名細村          | 川越市 に編入          | 川越市   |
|             | 五味ヶ谷村 の一部 | 高麗郡 鶴ヶ島村        | 入間郡 に移行           | 鶴ヶ島村                | 名細村 に編入   | 名細村          | 川越市 に編入          | 川越市   |
|             | 上広谷村 の一部   | 高麗郡 鶴ヶ島村        | 入間郡 に移行           | 鶴ヶ島村                | 鶴ヶ島村        | 名細村 に編入   | 川越市 に編入          | 川越市   |
|             | 藤金村 の一部     | 高麗郡 鶴ヶ島村        | 入間郡 に移行           | 鶴ヶ島村                | 鶴ヶ島村        | 名細村 に編入   | 川越市 に編入          | 川越市   |

## 地域
- 鯨井(くじらい)　東洋大学川越キャンパスの所在地（実際は鯨井、小堤、吉田、天沼新田にまたがる所にある）。鯨井1900番台は飛び地で、現在は的場新町、伊勢原となっている。
- 上戸(うわど)　一部は現在の上戸新町。
- 小堤(こづつみ)
- 下小坂(しもおさか)
- 平塚(ひらつか)
- 平塚新田(ひらつかしんでん)
- 吉田(よしだ)　一部は現在の吉田新町、伊勢原町（吉田900番台の一部）、霞ヶ関北。
- 天沼新田(あまぬましんでん)
- 下広谷(しもひろや)
- 竹野(たけの)　富士見工業団地が現在ある所。

## 交通

### 鉄道
- 東武鉄道
  - 東上本線
    - 鶴ヶ島駅

## 参考資料
- 角川日本地名大辞典